# Kultura desneńska

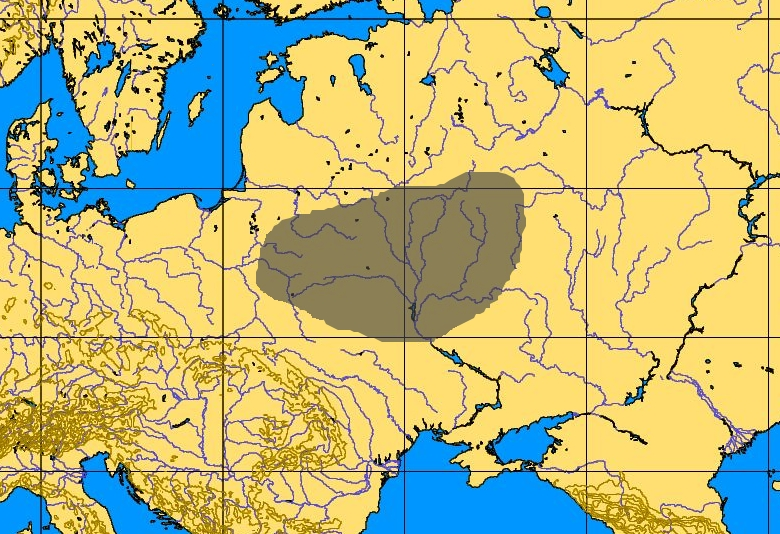
Zasięg kultury desneńskiej

Kultura desneńska (niekiedy Kultura greńska) – schyłkowopaleolityczna kultura należąca do kompleksu z ostrzami trzoneczkowatymi. Jest kulturą łowców renifera. Występowała głównie w basenie górnego Dniepru i Wołgi, sporadycznie docierała także na tereny dzisiejszej wschodniej Polski. Nazwa pochodzi od rzeki Desna – dopływu Dniepru.
Charakterystyczne dla tej jednostki są grociki greńskie  (typ ostrzy trzoneczkowatych,  nazwa pochodzi od stanowiska w Greńsku na Białorusi), posiadają one zadzior, stąd niekiedy zwane są jednozadziorcami desneńskimi.